# トム・リピンスキー
トム・リピンスキー（Tom Lipinski）は、アメリカ合衆国出身の俳優、ディレクター。

## 来歴
マサチューセッツ州生まれ。ブラウン大学卒業。

## 主な出演作品

### 映画
- Certainty （2011年）
- とらわれて夏 Labor Day （2013年）
- グランドフィナーレ Youth – La giovinezza （2015年）
- Mercy （2016年）
- Dial a Prayer （2015年）

### テレビドラマ
- ロー&オーダー Law & Order （2000年）
- ザ・フォロイング シーズン1 The Following (2013)
- SUITS/スーツ SUITS （2011年 - 2015年）：トレヴァー
- ブラインドスポット タトゥーの女 Blindspot （2016年 - 2018年）：ケイド